# Lũ ngốc, bài thi và linh thú triệu hồi
Baka to Test to Shōkanjū (バカとテストと召喚獣 Baka to Tesuto to Shōkanjū) là loạt light novel được viết bởi Inoue Kenji và minh họa bởi Haga Yui. Light novel được phát hành thẳng thành các tập chứ không phát hành trên tạp chí, Enterbrain đã phát hành tập tập đầu tiên vào ngày 29 tháng 1 năm 2007 đến ngày 30 tháng 11 năm 2013 với nhãn Famitsu Bunko. Tại Việt Nam, Light novel được cấp phép bản quyền cho IPM và phát hành dưới tựa đề Lũ ngốc, bài thi và linh thú triệu hồi.
Loạt tiểu thuyết cũng được chuyển thể thành manga với ba loạt. Loạt thứ nhất có cùng tên với tiểu thuyết do Mattaku Mosuke minh họa và đăng trên tạp chí Shōnen Ace từ ngày 25 tháng 4 năm 2009. Loạt thứ hai có tựa Baka to Test to Shōkanjū ja cũng đăng trên tạp chí Shōnen Ace từ năm 2009. Loạt thứ ba có tựa Baka to Test to Shōkanjū Spinout! Sore ga Bokura no Nichijō do namo thực hiện và đăng trên tạp chí Famitsu Comic Clear. Silver Link cũng đã thực hiện chuyển thể anime của tiểu thuyết và phát sóng tại Nhật Bản từ ngày 07 tháng 1 đến ngày 31 tháng 3 năm 2010 với 13 tập. Hai tập OVA có tựa Baka to Test to Shoukanjuu ~Matsuri~ đã được phát hành sau đó trong tháng 2 và 3 năm 2011. Bộ anime thứ hai có tựa Baka to Test to Shōkanjū Ni! cũng đã được thực hiện và phát sóng từ ngày 08 tháng 7 đến ngày 30 tháng 9 năm 2011 cũng với 13 tập.

## Tổng quan

### Sơ lược cốt truyện
Cốt truyện xoay quanh nhân vật Yoshii Akihisa và những người bạn của cậu. Akihisa rất ngốc nhưng lại nhập học tại học viện Fumizuki- nơi mà điểm số là tất cả. Đạt được thành tích tốt sẽ được học trong một môi trường với các trang thiết bị hiện đại. Ngược lại, nếu thành tích quá kém thì sẽ phải học trong một môi trường với các trang thiết bị tồi tàn, kém chất lượng. Tại ngôi trường này, còn có một điểm đặc biệt là các học viên có thể triệu tập linh thú của mình, linh thú sở hữu sức mạnh và sức chịu đựng dựa trên điểm số mà các học viên đạt được. Các lớp có thể thách đấu và chiến đấu với nhau bằng linh thú, nếu lớp kém hơn thắng lớp giỏi hơn thì lớp kém hơn nhận được trang thiết bị tương đương với lớp bị thua. Ngược lại, lớp bị thua sẽ phải đổi lấy trang thiết bị của lớp kém như là một hình phạt. Akihisa học tại lớp F- nơi mà tập hợp những học sinh yếu kém nhất và cũng không kém phần lập dị. Vì một lý do khá là "đen tối", Akihisa phát động đấu linh thú giữa các lớp để giành được trang thiết bị học tập tối ưu hơn.

## Nhân vật

### Năm 2

#### Lớp F

##### Chính
Yoshii Akihisa (吉井 明久)
Lồng tiếng bởi: Shimono Hiro (Anime/Drama)
Himeji Mizuki (姫路 瑞希)
Lồng tiếng bởi: Harada Hitomi/Nakahara Mai (drama CD)
Shimada Minami (島田 美波)
Lồng tiếng bởi: Mizuhashi Kaori/Shimizu Kaori (drama CD)
Sakamoto Yūji (坂本 雄二)
Lồng tiếng bởi: Suzuki Tatsuhisa, Hirata Mana (lúc nhỏ)/Taniyama Kishō (drama CD)
Kinoshita Hideyoshi (木下 秀吉)
Lồng tiếng bởi: Katō Emiri/Mizuhara Kaoru (drama CD)
Tsuchiya Kōta (土屋 康太)
Lồng tiếng bởi: Miyata Kōki/Kawada Shinji (drama CD)

##### Phụ
Sugawa Ryō (須川 亮)
Lồng tiếng bởi: Gotō Keisuke
Yokomizo Kōji (横溝 浩二)
Fukumura Kōhei (福村 幸平)
Kudō Shinya (工藤 信也)
Nishimura Yūichirō (西村 雄一郎)
Tanaka Akira (田中 明)
Shibasaki Isao (柴崎 功)
Kondō Yoshimune (近藤 吉宗)
Mutō Keita (武藤 啓太)
Kimijima Hiroshi (君島 博)
Asakura Masahiro (朝倉 正弘)
Udō Sumiyoshi (有働 住吉)
Harada Nobutaka (原田 信孝)
Fukuhara Shin (福原 慎)
Nitta Yū (新田 祐)
Katō Takashi (加藤 隆)
Endō Kensuke (遠藤 健介)
Hotta Kiichi (堀田 喜一)
Manaka Tatsuo (真中 辰夫)
Takahashi Atsuya (高橋 敦也)
Himuro Tadashi (氷室 正)
Nomura Ippei (野村 一平)
Yokota (横田)
Tōdō (藤堂)
Morikawa (森川)
Kubo (久保)
Saitō (斎藤)
Tezuka (手塚)
Tozawa (戸沢)
Nunoda (布田)
Negishi (根岸)
Seto (瀬戸)
Nakamura (中村)
Wazawa (羽沢)
Ono (小野)
Asaga (浅賀)
Mitarai (御手洗)
Watarai (渡会)
Harada (原田)
Mori (森)
Hirata (平田)
Asaga (麻賀)
Ījima (飯島)
Aritō (有籐)
Takenaka (竹中)
Nakano (中野)

#### Lớp A

##### Chính
Kirishima Shōko (霧島 翔子, きりしま しょうこ)
Lồng tiếng bởi: Isomura Tomomi/Hyōsei (drama CD)
Cô là lớp trưởng của lớp 2-A bao gồm những học sinh ưu tú nhất của Học viện Fumizuki. Shouko có cảm xúc mãnh liệt dành cho Yuuji từ thời thơ ấu cho đến khi lớn lên. Một khi Yuuji làm sai điều gì mà cô thấy cảm thấy không hài lòng sẽ bị phạt. Shouko thực sự là người con gái chung thủy và đòi hỏi Yuuji cũng như vậy, nếu không hình phạt sẽ là dí súng điện vào người.
Kudō Aiko (工藤 愛子, くどう あいこ)
Lồng tiếng bởi: Nanjou Yoshino
Kubo Toshimitsu (久保 利光, くぼ としみつ)
Lồng tiếng bởi: Terashima Takuma
Kinoshita Yūko (木下 優子, きのした ゆうこ)
Lồng tiếng bởi: Katō Emiri/Mizuhara Kaoru (drama CD)

##### Phụ
Satō Miho (佐藤 美穂, さとう みほ)
Lồng tiếng bởi: Hirata Mana
Ījima Takuya (飯島 卓也, いいじま たくや)
Konno Yōhei (紺野 洋平, こんの ようへい)
Mori Hyōe (森 兵恵, もり ひょうえ)
Kurimoto Raita (栗本 雷太, くりもと らいた)
Yokota Nana (横田 奈々, よこた なな)
Tokitō Masahiro (時任 正浩, ときとう まさひろ)
Hanaoka Rei (花岡 麗, はなおか れい)
Okui (奥井, おくい)

#### Lớp B

##### Chính
Nemoto Kyōji (根本 恭二, ねもと きょうじ)
Lồng tiếng bởi: Miyazaki Hiromu/Terai Tomoyuki (drama CD)

##### Phụ
Iwashita Ritsuko (岩下 律子, いわした りつこ)
Lồng tiếng bởi: Hirata Mana
Kikuiri Mayumi (菊入 真由美, きくいり まゆみ)
Lồng tiếng bởi: Nakagami Ikumi
Nonaka Nagao (野中 長男, のなか ながお)
Kindaichi Yūko (金田一 祐子, きんだいち ゆうこ)
Satoi Mayuko (里井 真由子, さとい まゆこ)
Suzuki Jirō (鈴木 二郎, すずき じろう)
Yoshida Takuo (吉田 卓夫, よしだ たくお)
Yoshino Takayuki (芳野 孝之, よしの たかゆき)
Kudō Shinji (工藤 信二, くどう しんじ)
Sanada Yuka (真田 由香, さなだ ゆか)
Kasai Shinichi (加西 真一, かさい しんいち)
Igawa Kengo (井川 健吾, いがわ けんご)
Ono Akira (小野 明, おの あきら)
Irie Mami (入江 真美, いりえ まみ)
Kindaichi Kaori (金田一 香, きんだいち かおり)
Tanaka Akira (田中 玲, たなか あきら)
Kagaya Hiroshi (加賀谷 寛, かがや ひろし)
Imura (井村, いむら)

#### Lớp C

##### Chính
Koyama Yūka (小山 友香, こやま ゆうか)
Lồng tiếng bởi: Igarashi Hiromi

##### Phụ
Shinno Sumire (新野 すみれ, にいの すみれ)
Lồng tiếng bởi: Hirata Mana
Kurosaki Tōru (黒崎 トオル, くろさき トオル)
Lồng tiếng bởi: Kaichi Kazuya
Noguchi Isshin (野口 一心, のぐち いっしん)
Tōyama Heita (遠山 平太, とうやま へいた)
Enokida Katsuhiko (榎田 克彦, えのきだ かつひこ)
Kōbe Shin (神戸 慎, こうべ しん)
Nīnuma Kyōko (新沼 京子, にいぬま きょうこ)
Murata Nana (村田 奈々, むらた なな)
Yokoo Tomoe (横尾 知恵, よこお ともえ)
Okajima Kumi (岡島 久美, おかじま くみ)
Nīyama Takeshi (新山 猛, にいやま たけし)
Ōta Ren (太田 廉, おおた れん)
Ōno Tōru (大野 透, おおの とおる)
Takada Mitsuhiko (高田 光彦, たかだ みつひこ)
Yoshioka Itsuji (吉岡 創路, よしおか いつじ)
Nonomura Mitsuru (野々村 充, ののむら みつる)
Kawase Masato (河瀬 雅人, かわせ まさと)
Terasaki Takashi (寺崎 孝, てらさき たかし)
Izumi Kotarō (泉 小太郎, いずみ こたろう)
Suzuki (鈴木, すずき)
Nakamura (中村, なかむら)

#### Lớp D

##### Chính
Hiraga Genji (平賀 源二, ひらが げんじ)
Lồng tiếng bởi: Okamoto Nobuhiko/Koshida Naoki (drama CD)
Shimizu Miharu (清水 美春, しみず みはる)
Lồng tiếng bởi: Taketatsu Ayana
Tamano Miki (玉野 美紀, たまの みき)

##### Phụ
Suzuki Ichirō (鈴木 一郎, すずき いちろう)
Sasajima Keigo (笹島 圭吾, ささじま けいご)
Nakano Kenta (中野 健太, なかの けんた)
Onodera Yūko (小野寺 優子, おのでら ゆうこ)
Kagawa Nozomi (香川 希, かがわ のぞみ)
Yamada Mika (山田 美香, やまだ みか)
Suzuki Yūta (鈴木 悠太, すずき ゆうた)

#### Lớp E

##### Chính
Nakabayashi Hiromi (中林 宏美, なかばやし ひろみ)
Lồng tiếng bởi: Takayama Yūko

##### Phụ
Mikami Yoshiko (三上 美子, みかみ よしこ)
Lồng tiếng bởi: Manaka Keiko
Furukawa Ayumi (古河 あゆみ, ふるかわ あゆみ)
Minamoto Suzuka (源 涼香, みなもと すずか)
Yano Takeo (矢野 武雄, やの たけお)
Sonomura Shunya (園村 俊也, そのむら しゅんや)
Ōmura Shintarō (大村 新太郎, おおむら しんたろう)
Yuasa Hirofumi (湯浅 弘文, ゆあさ ひろふみ)
Kondō Noboru (近藤 昇, こんどう のぼる)
Nonomura Keita (野々村 啓太, ののむら けいた)
Īno Ryō (飯野 涼, いいの りょう)
Wanai Dai (花井大, はない　だい)

### Năm 3

#### Lớp A

##### Chính
Tsunemura Yūsaku (常村 勇作, つねむら ゆうさく)
Lồng tiếng bởi: Okano Kōsuke/Nomura Katsuhito (drama CD)
Natsukawa Shunpei (夏川 俊平, なつかわ しゅんぺい)
Lồng tiếng bởi: Ono Yūki/Mine Nobuya (drama CD)
Kogure Aoi (小暮 葵, こぐれ あおい)
Lồng tiếng bởi: Mitsuishi Kotono
Takashiro Masaharu (高城 雅春, たかしろ まさはる)

##### Phụ
Kindaichi Shinnosuke (金田一 真之介, きんだいち しんのすけ)
Kondō Yoshifumi (近藤 良文, こんどう よしふみ)
Ōtake Kimiko (大竹 貴美子, おおたけ きみこ)
Ichiwara Ryōjirō (市原 両次郎, いちはら りょうじろう)
Nanami Kenichi (名波 健一, ななみ けんいち)
Kotobuki Minato (寿 湊, ことぶき みなと)
Nakasone Misao (中曽根 みさお, なかそね みさお)
Hotta Masatoshi (堀田 雅俊, ほった まさとし)
Komura Ichirō (小村 一郎, こむら いちろう)
Moriya Kana (守屋 香奈, もりや かな)
Tada Nanaka (多田 奈々香, ただ ななか)
Kanefuji Asuka (兼藤 飛鳥, かねふじ あすか)

#### Lớp B
Takahashi Ken (高橋 健, たかはし けん)
Yamashita Hideo (山下 秀夫, やました ひでお)

#### Lớp C
Shimamoto Mina (島本 美奈,しまもと みな)
Kokonoe Shinsuke (九重 伸介, ここのえ しんすけ)
Isoya Kinjirou (磯谷 金冶郎, いそや きんじろう)
Betsupu Aki (別府 アキ, べっぷ あき)
Onda Toshio (恩田 敏夫, おんだ としお)
Shimamura Tadashi (島村 正, しまむら ただし)
Matsuo Hiroshi (松尾 弘, まつお ひろし)
Yoshida Kōtarō (吉田 光太郎, よしだ こうたろう)

#### Lớp D
Abe Shinsuke (阿部 伸介, あべ しんすけ)
Fujishima Takeo (藤島 武雄, ふじしま たけお)
Rikiishi Makoto (力石 真琴, りきいし まこと)

#### Lớp F
Fujishita Kyōko (藤下 京子, ふじした きょうこ)
Okamura Gō (岡村 壕, おかむら ごう)
Tokushima Ryōta (徳島 良太, とくしま りょうた)

### Năm 1
Linné Klein (リンネ・クライン)

### Giáo viên tại học viện Fumizuki
Tōdō Kaoru (藤堂 カヲル, とうどう カヲル)
Lồng tiếng bởi: Nakamura Kaori/Fuzuki-kun (drama CD)
Nishimura Sōichi (西村 宗一, にしむら そういち)
Lồng tiếng bởi: Ōtsuka Akio/Kageura Daisuke (drama CD)
Fukuhara Shin (福原 慎, ふくはら しん)
Lồng tiếng bởi: Tsuda Kenjirō
Takahashi Yōko (高橋 洋子, たかはし ようこ)
Lồng tiếng bởi: Kakazu Yumi
Ōshima Takeshi (大島 武, おおしま たけし)
Lồng tiếng bởi: Tanaka Masayuki
Fuse Fumihiro (布施 文博, ふせ ふみひろ)
Lồng tiếng bởi: Tokumoto Eiichirō
Hasegawa (長谷川, はせがわ)
Lồng tiếng bởi: Kageura Daisuke
Funakoshi (船越, ふなこし)
Endō (遠藤, えんどう)
Lồng tiếng bởi: Ozaki Mami (drama CD)
Takenaka (竹中, たけなか)
Takewara (竹原, たけはら)

### Gia đình học sinh

#### Nhà Yoshii
Yoshii Akira (吉井 玲, よしい あきら)
Lồng tiếng bởi: Inoue Kikuko
Akihisa no haha (明久の母)
Lồng tiếng bởi: Kaida Yuki (drama CD)

#### Nhà Himeji
Himeji Mizuho (姫路 瑞穂, ひめじ みずほ)

##### Nhà Shimada
Shimada Hazuki (島田 葉月, しまだ はづき)
Lồng tiếng bởi: Hirata Mana/Tsuji Ayumi (drama CD)

#### Nhà Sakamoto
Sakamoto Yukino (坂本 雪乃, さかもと ゆきの)
Lồng tiếng bởi: Nagata Yoriko

#### Nhà Tsuchiya
Tsuchiya Sōta (土屋 颯太, つちや そうた)
Tsuchiya Yōta (土屋 陽太, つちや ようた)
Tsuchiya Hinata (土屋 陽向, つちや ひなた)
Kōta no chichi (康太の父)

#### Nhà Kubo
Kubo Yoshimitsu (久保 良光, くぼ よしみつ)

#### Nhà Shimizu
Miharu no chichi (美春の父)

### Khác
Hatsune Miku (初音 ミク, はつね ミク)

## Truyền thông

### Light novel
Loạt light novel ''Lũ ngốc, bài thi và linh thú triệu hồi'' này được viết bởi Inoue Kenji và minh họa bởi Haga Yui. Loạt tiểu thuyết này được phát hành thẳng thành các tập chứ không phát hành trên tạp chí, Enterbrain đã phát hành tập tập đầu tiên vào ngày 29 tháng 1 năm 2007 và tập cuối vào ngày 30 tháng 3 năm 2015 với nhãn Famitsu Bunko loạt tiểu thuyết có tổng cộng 18 tập với 12 tập mang cốt truyện chính và 6 tập ngoại truyện (3.5, 6.5, 7.5, 9.5,10.5 và 12.5). Sharp Point Press đã đăng ký để phát hành loạt tiểu thuyết này tại Đài Loan. Còn ở Việt Nam được IPM mua bản quyền và đã phát hành 11 tập và 5 ngoại truyện.

### Manga
Loạt tiểu thuyết cũng được chuyển thể thành manga với ba loạt. Loạt thứ nhất có cùng tên với tiểu thuyết do Mattaku Mosuke minh họa và đăng trên tạp chí dành cho shōnen là Shōnen Ace của Kadokawa Shoten từ ngày 25 tháng 4 năm 2009. Các chương sau đó được tập hợp lại và phát hành thành các tankōbon, tính đến ngày 26 tháng 7 năm 2014 có đã có 11 tập được phát hành. Kadokawa Media đã đăng ký bản quyền để phát hành tại Đài Loan.
Loạt thứ hai có tựa Baka to Test to Shōkanjū Dya (バカとテストと召喚獣ぢゃ) do KOIZUMI thực hiện cũng đăng trên tạp chí Shōnen Ace từ ngày 26 tháng 12 năm 2009 đến ngày 26 tháng 11 năm 2013. Loạt manga này mang phong cách 4 hình và là ngoại truyện với cốt truyện chính. Các chương sau đó đã được tập hợp lại và phát hành thành 4 tankōbon. JManga đã đăng ký bản quyền phiên bản tiếng Anh của loạt manga này để tiến hành phân phối trực tuyến tại thị trường Bắc Mỹ.
Loạt thứ ba có tựa Baka to Test to Shōkanjū Spinout! Sore ga Bokura no Nichijō (バカとテストと召喚獣 SPINOUT! それが僕らの日常。) do namo thực hiện và cũng là ngoại truyện, loạt manga đã đăng trực tuyến trên trang mạng Famitsu Comic Clear của Enterbrain từ ngày 30 tháng 10 năm 2009 đến ngày 22 tháng 6 năm 2012. Enterbrain sau đó cũng tập hợp các chương lại và phát hành thành 6 tankōbon. Sharp Point Press đã đăng ký bản quyền để phát hành tại Đài Loan.

### Drama CD
Geneon Entertaiment đã phát hành hai drama CD trước khi các bộ anime được thực hiện. Một phát hành vào ngày 23 tháng 5 và một vào ngày 19 tháng 12 năm 2008. Vì loạt drama CD này được thực hiện trước khi các bộ anime thực hiện nên diễn viên lồng tiếng cho các nhân vật khác với anime.

### Anime
Silver Link đã chuyển thể loạt tiểu thuyết thành anime với sự đạo diễn của Ōnuma Shin và đã phát sóng tại Nhật Bản từ ngày 07 tháng 1 đến ngày 31 tháng 3 năm 2010 với 13 tập. Kênh Animax Asia đã phát sóng bộ anime này trên hệ thống của mình tại Đông Nam Á và Nam Á. Funimation Entertainment đã đăng ký bản quyền phiên bản tiếng Anh của bộ anime để phát trực tuyến trên hệ thống của mình cũng như phân phối tại thị trường Bắc Mỹ, Madman Entertainment phân phối tại Úc và New Zealand và Proware Multimedia International đăng ký phân phối tại Đài Loan.
Hai tập OVA có tựa Baka to Test to Shōkanjū ~Matsuri~ (バカとテストと召喚獣 ～祭～) đã được phát hành dưới phiên bản DVD/BD vào ngày 23 tháng 2 và ngày 23 tháng 3 năm 2011. Kênh Animax Asia cũng đã phát sóng bộ anime này trên hệ thống của mình tại Đông Nam Á và Nam Á. Funimation Entertainment đã đăng ký bản quyền phiên bản tiếng Anh của bộ anime để tiến hành phân phối tại thị trường Bắc Mỹ, Madman Entertainment phân phối tại Úc và New Zealand còn Proware Multimedia International tiếp tục đăng ký phân phối tại Đài Loan.
Silver Link cũng đã thực hiện bộ anime thứ hai có tựa Baka to Test to Shōkanjū Ni! (バカとテストと召喚獣にっ!) và phát sóng từ ngày 08 tháng 7 đến ngày 30 tháng 9 năm 2011 cũng với 13 tập. Kênh Animax Asia đã phát sóng bộ anime này trên hệ thống của mình tại Đông Nam Á và Nam Á. Funimation Entertainment cũng đã đăng ký bản quyền phiên bản tiếng Anh của bộ anime để tiến hành phân phối tại thị trường Bắc Mỹ, Manga Entertainment thì đăng ký bản quyền để phát hành tại vương quốc Anh và Madman Entertainment tiến hành phân phối tại Úc và New Zealand.

### Âm nhạc

#### Baka to Test to Shōkanjū
Bộ anime đầu có ba bài hát chủ đề, một mở đầu và hai kết thúc. Bài hát mở đầu là bài Perfect-area complete! do Asō Natsuko trình bày, đĩa đơn chứa bài hát này đã được phát hành vào ngày 27 tháng 1 năm 2010. Bài hát kết thúc đầu của là bài Baka・Go・Home (バカ・ゴー・ホーム) do milktub trình bày được dùng cho hầu hết các tập của bộ anime, đĩa đơn chứa bài hát này được phát hành vào ngày 10 tháng 2 năm 2010. Bài hát kết thúc thứ hai được dùng từ tập 7 đến tập 9 có tựa Hare Tokidoki Egao (晴れときどき笑顔) do Harada Hitomi, Mizuhashi Kaori, Katou Emiri và Isomura Tomomi trình bày, bài hát này đã được phát hành trong album chứa các bản nhạc dùng trong bộ anime vào ngày 24 tháng 3 năm 2010. Có hai album chứa các bài hát do các nhân vật trình bày đã được phát hành, một có tựa Character Song Mini Album phát hành vào ngày 24 tháng 2 năm 2010 và một có tựa Washi to Song to Engeki Tamashii phát hành vào ngày 06 tháng 3 năm 2010.
| Perfect-area complete! | Perfect-area complete!                  | Perfect-area complete! |
| STT                    | Nhan đề                                 | Thời lượng             |
| ---------------------- | --------------------------------------- | ---------------------- |
| 1.                     | "Perfect-area complete!"                | 4:03                   |
| 2.                     | "Dream into action!"                    | 4:05                   |
| 3.                     | "Perfect-area complete! (Instrumental)" | 4:03                   |
| 4.                     | "Dream into action! (Instrumental)"     | 4:01                   |
| Tổng thời lượng:       | Tổng thời lượng:                        | 16:12                  |

| Baka・Go・Home (バカ・ゴー・ホーム) | Baka・Go・Home (バカ・ゴー・ホーム)                                                | Baka・Go・Home (バカ・ゴー・ホーム) |
| STT                                 | Nhan đề                                                                            | Thời lượng                          |
| ----------------------------------- | ---------------------------------------------------------------------------------- | ----------------------------------- |
| 1.                                  | "Baka・Go・Home (バカ・ゴー・ホーム)"                                              | 3:27                                |
| 2.                                  | "Baka Bakka Rock n Roll (バカバッカロックンロール)"                                | 4:15                                |
| 3.                                  | "Baka・Go・Home (Instrumental) (バカ・ゴー・ホーム（instrumental）)"               | 3:27                                |
| 4.                                  | "Baka Bakka Rock n Roll (instrumental) (バカバッカロックンロール（instrumental）)" | 4:14                                |
| Tổng thời lượng:                    | Tổng thời lượng:                                                                   | 15:23                               |

| Baka to Test to Shōkanjū Character Song Mini Album (バカとテストと召喚獣 キャラクターソングミニアルバム) | Baka to Test to Shōkanjū Character Song Mini Album (バカとテストと召喚獣 キャラクターソングミニアルバム) | Baka to Test to Shōkanjū Character Song Mini Album (バカとテストと召喚獣 キャラクターソングミニアルバム) |
| STT | Nhan đề                                                                                                  | Thời lượng                                                                                               |
| --- | --- | --- |
| 1. | "F wa Muteki na Aikotoba (Fは無敵な合言葉)"                                                              | 4:46 |
| 2. | "Koi no Scramble Egg (恋のスクランブルエッグ)"                                                           | 5:25 |
| 3. | "Tsundere Michi (ツンデレ道)"                                                                            | 3:33 |
| 4. | "Kaidan (壊男〜KAIDAN〜)"                                                                                | 3:29 |
| 5. | "Muttsuriini to Kikanjuu (ムッツリーニと機関銃)"                                                         | 3:56 |
| 6. | "Sakurachiru Sakurasaku (サクラチル サクラサク)"                                                         | 4:47 |
| Tổng thời lượng:                                                                                         | Tổng thời lượng:                                                                                         | 25:56 |

| "Baka to Test to Shōkanjū" "Bakatesu Gachinko Music" Ryakushite, "Bakatesu BGM" (『バカとテストと召喚獣』 「Bakatesu Gachinko Music」 略して、「バカテスBGM」) | "Baka to Test to Shōkanjū" "Bakatesu Gachinko Music" Ryakushite, "Bakatesu BGM" (『バカとテストと召喚獣』 「Bakatesu Gachinko Music」 略して、「バカテスBGM」) | "Baka to Test to Shōkanjū" "Bakatesu Gachinko Music" Ryakushite, "Bakatesu BGM" (『バカとテストと召喚獣』 「Bakatesu Gachinko Music」 略して、「バカテスBGM」) |
| STT | Nhan đề | Thời lượng |
| --- | --- | --- |
| 1. | "Oretachi wa F Class (俺たちはFクラス)" | 1:56 |
| 2. | "Sukima Kaze F Class (すきま風Fクラス)" | 1:27 |
| 3. | "Gamanshite Kudasai (がまんして下さい)" | 1:42 |
| 4. | "Tanoshii Gakuen Seikatsu (たのしい学園生活)" | 1:25 |
| 5. | "ONE for ALL" | 1:47 |
| 6. | "ALL for ONE" | 1:36 |
| 7. | "Iza! Shishou Sensou he!! (いざ！試召戦争へ！！)" | 1:33 |
| 8. | "Shijuu Shoukan! (試獣召喚！)" | 1:49 |
| 9. | "Kansatsu Shobun mono (観察処分者)" | 1:52 |
| 10. | "Saishuu Kessen (最終決戦)" | 2:13 |
| 11. | "Kimochiyoi Haisen (気持ち良い敗戦)" | 1:44 |
| 12. | "Subtitle A (サブタイトルA)" | 0:09 |
| 13. | "Koware Kake no Chabudai (壊れかけのちゃぶ台)" | 2:11 |
| 14. | "Yukina F Class (ゆかいなFクラス)" | 1:33 |
| 15. | "Calorie wa Daiji ni (カロリーは大事に)" | 0:44 |
| 16. | "Kakusa Shakai (格差社会)" | 1:50 |
| 17. | "Saikoukyuu Setsubi (最高級設備)" | 1:52 |
| 18. | "Ouja no Fuukaku (王者の風格)" | 1:40 |
| 19. | "Tateyo! F Class!! (立てよ！Fクラス！！)" | 1:40 |
| 20. | "Sensen Fukoku (宣戦布告)" | 1:44 |
| 21. | "Gakuen no Okite (学園の掟)" | 1:42 |
| 22. | "Oni no Hoshuu (鬼の補習)" | 1:35 |
| 23. | "Inbou no Nioi (陰謀のニオイ)" | 1:31 |
| 24. | "Rijichou no Takurami (理事長の企み)" | 1:55 |
| 25. | "Sakusen Kaigi (作戦会議)" | 1:34 |
| 26. | "A Class Kouhou no Jitsuryoku (Aクラス候補の実力)" | 1:40 |
| 27. | "Honki no F Class (本気のFクラス)" | 1:38 |
| 28. | "Hareyaka na Kaishou (晴れやかな快勝)" | 2:01 |
| 29. | "Himeji Mizuki (姫路瑞希)" | 1:35 |
| 30. | "Shimada Minami (島田美波)" | 2:13 |
| 31. | "Kirishima Shouko (霧島翔子)" | 1:38 |
| 32. | "Kubo Toshimitsu (久保利光)" | 1:56 |
| 33. | "Subtitle B (サブタイトルB)" | 0:09 |
| 34. | "Nonbiri F Class (のんびりFクラス)" | 1:01 |
| 35. | "Kinoshita Hidekichi (木下秀吉)" | 1:16 |
| 36. | "Itan Shinmon Kai (異端審問会)" | 1:26 |
| 37. | "Minikui Arasoi (みにくいあらそい)" | 1:49 |
| 38. | "Yoshii Akihisa (吉井明久)" | 1:01 |
| 39. | "Kawaii Shoukanjuu (かわいい召喚獣)" | 1:11 |
| 40. | "Sakamoto Yuuji (坂本雄二)" | 1:31 |
| 41. | "Muttsurini (ムッツリーニ)" | 1:26 |
| 42. | "Shimizu Miharu (清水美春)" | 1:22 |
| 43. | "Shimada Hazuki (島田葉月)" | 0:33 |
| 44. | "Ai no Katachi (愛のカタチ)" | 1:24 |
| 45. | "Otome Tachi no Inori (乙女たちの祈り)" | 2:01 |
| 46. | "Hare Tokidoki Egao (晴れときどき笑顔)" | 3:30 |
| 47. | "Koko, Test ni de masu (ここ、テストに出ます)" | 0:32 |
| Tổng thời lượng: | Tổng thời lượng: | 01:13:37 |

| Hideyoshi Kinoshita Only Single ~Washi to Song to Engeki Damashii~ (木下秀吉オンリーシングル～ワシとソングと演劇魂～) | Hideyoshi Kinoshita Only Single ~Washi to Song to Engeki Damashii~ (木下秀吉オンリーシングル～ワシとソングと演劇魂～) | Hideyoshi Kinoshita Only Single ~Washi to Song to Engeki Damashii~ (木下秀吉オンリーシングル～ワシとソングと演劇魂～) |
| STT | Nhan đề | Thời lượng |
| --- | --- | --- |
| 1. | "Hideyoshi no Mune no Uchi (秀吉の胸の内)"                                                                            | 1:13 |
| 2. | "B.C.O" | 3:48 |
| 3. | "Seishun to Yuugure to Skirt (青春と夕暮れとスカート)"                                                                | 4:19 |
| 4. | "Itsumo no Renshuu Fuukei (いつもの練習風景)"                                                                         | 1:11 |
| 5. | "Moshimo, Hideyoshi ga Asa, Okoshi ni Kite Kuretara (もしも、秀吉が朝、起こしにきてくれたら)"                         | 0:08 |
| 6. | "Moshimo, Hideyoshi ga Sunao Janai Osananajimi Dattara (もしも、秀吉が素直じゃない幼馴染だったら)"                    | 0:12 |
| 7. | "Moshimo, Hideyoshi ga Tsundere na Kanojo Dattara (もしも、秀吉がツンデレな彼女だったら)"                             | 0:09 |
| 8. | "Moshimo, Hideyoshi to Icha Love na Chuushoku wo Tottara (もしも、秀吉とイチャラブな昼食をとったら)"                  | 0:13 |
| 9. | "Moshimo, Hideyoshi ga Onee-san Dattara (もしも、秀吉がお姉さんだったら)"                                             | 0:16 |
| 10. | "Moshimo, Hideyoshi ga Imouto Dattara (もしも、秀吉が妹だったら)"                                                     | 0:08 |
| 11. | "Moshimo, Hideyoshi to Hitotsu Yane no Shita de Sugoshiteitara (もしも、秀吉と一つ屋根の下で過ごしていたら)"          | 0:11 |
| 12. | "Moshimo, Hideyoshi ga Okusan Dattara (もしも、秀吉が奥さんだったら)"                                                 | 0:10 |
| 13. | "Moshimo, Hideyoshi ni Ofuro ni Sasowaretara (もしも、秀吉にお風呂に誘われたら)"                                      | 0:10 |
| 14. | "Moshimo, Hideyoshi ni Kawaiku Okoraretara (もしも、秀吉にかわいく怒られたら)"                                        | 0:06 |
| 15. | "Moshimo, Hideyoshi ni Denwa ga Natteru no wo Oshiete Morattara (もしも、秀吉に電話が鳴ってるのを教えてもらったら)"   | 0:08 |
| 16. | "Moshimo, Hideyoshi ni Mail ga Kiteru no wo Oshiete Morattara (もしも、秀吉にメールが来てるのを教えてもらったら)"     | 0:08 |
| 17. | "Moshimo, Hideyoshi ga Kateikyoushi no Sensei Dattara (もしも、秀吉が家庭教師の先生だったら)"                         | 0:11 |
| 18. | "Moshimo, Hideyoshi ni Okotte Morattara (もしも、秀吉に怒ってもらったら)"                                             | 0:11 |
| 19. | "Moshimo, Hideyoshi ga Dojikko Dattara (もしも、秀吉がドジッ娘だったら)"                                              | 0:08 |
| 20. | "Hideyoshi no Gimon (秀吉の疑問)"                                                                                     | 0:37 |
| Tổng thời lượng: | Tổng thời lượng: | 13:37 |

#### Baka to Test to Shoukanjū ~Matsuri~
Hai tập OVA có hai bài hát chủ đề, một mở đầu và một kết thúc. Bài hát mở đầu có là bài Renai Kōjō Committee (恋愛向上committee) do Asō Natsuko trình bày, bài hát kết thúc là bài Getsuyō wa Kirai (月曜はキライ) do milktub trình bày, hai đĩa đơn chứa hai bài hát này đã được phát hành vào ngày 09 tháng 3 năm 2011.
| Renai Kōjō Committee (恋愛向上committee) | Renai Kōjō Committee (恋愛向上committee)                                   | Renai Kōjō Committee (恋愛向上committee) |
| STT                                      | Nhan đề                                                                    | Thời lượng                               |
| ---------------------------------------- | -------------------------------------------------------------------------- | ---------------------------------------- |
| 1.                                       | "Renai Kōjō Committee (恋愛向上committee)"                                 | 4:03                                     |
| 2.                                       | "Sweet Sweet Sweets"                                                       | 3:25                                     |
| 3.                                       | "Renai Koujou committee (Instrumental) (恋愛向上committee (Instrumental))" | 4:02                                     |
| 4.                                       | "Sweet Sweet Sweets (Instrumental)"                                        | 3:26                                     |
| Tổng thời lượng:                         | Tổng thời lượng:                                                           | 14:56                                    |

| Getsuyō wa Kirai (月曜はキライ) | Getsuyō wa Kirai (月曜はキライ)                                             | Getsuyō wa Kirai (月曜はキライ) |
| STT                             | Nhan đề                                                                     | Thời lượng                      |
| ------------------------------- | --------------------------------------------------------------------------- | ------------------------------- |
| 1.                              | "Getsuyō wa Kirai (月曜はキライ)"                                           | 4:10                            |
| 2.                              | "Chotto Dake de Ii Kara (ちょっとだけでいいから)"                           | 3:33                            |
| 3.                              | "INSTRUMENTAL Getsuyou wa Kirai (INSTRUMENTAL 月曜はキライ)"                | 4:10                            |
| 4.                              | "INSTRUMENTAL Chotto Dake de Ii Kara (INSTRUMENTAL ちょっとだけでいいから)" | 3:33                            |
| Tổng thời lượng:                | Tổng thời lượng:                                                            | 15:26                           |

#### Baka to Test to Shōkanjū Ni!
Bộ anime thứ hai có hai bài hát chủ đề, một mở đầu và một kết thúc. Bài hát mở đầu có tên Kimi+Nazo+Watashi de JUMP!! (君+謎+私でJUMP!!) do Larval Stage Plannning trình bày, đĩa đơn chứa bài hát đã phát hành vào ngày 27 tháng 7 năm 2011 với hai phiên bản giới hạn và bình thường, phiên bản giới hạn có đính kèm một đĩa chứa đoạn phim trình bày nhạc phẩm. Bài hát kết thúc có tên Eureka Baby (エウレカベイビー) do Asō Natsuko trình bày, đĩa đơn chứa bài hát đã phát hành vào ngày 20 tháng 7 năm 2011. Album chứa các bản nhạc dùng trong bộ anime đã phát hành vào ngày 10 tháng 10 năm 2011. Ngoài ra còn có 2 đĩa đơn và 2 album chứa các bài hát do các nhân vật trình cũng như một đĩa đơn chứa bài hát phụ của bộ anime cũng đã phát hành.
| Eureka Baby (エウレカベイビー) | Eureka Baby (エウレカベイビー)                                 | Eureka Baby (エウレカベイビー) |
| STT                            | Nhan đề                                                        | Thời lượng                     |
| ------------------------------ | -------------------------------------------------------------- | ------------------------------ |
| 1.                             | "Eureka Baby (エウレカベイビー)"                               | 3:52                           |
| 2.                             | "Pop Step Trip!"                                               | 3:54                           |
| 3.                             | "Eureka Baby (Instrumental) (エウレカベイビー (Instrumental))" | 3:52                           |
| 4.                             | "Pop Step Trip! (Instrumental)"                                | 3:51                           |
| Tổng thời lượng:               | Tổng thời lượng:                                               | 15:30                          |

| Kimi+Nazo+Watashi de JUMP!! (君+謎+私でJUMP!!) | Kimi+Nazo+Watashi de JUMP!! (君+謎+私でJUMP!!)                           | Kimi+Nazo+Watashi de JUMP!! (君+謎+私でJUMP!!) |
| STT                                            | Nhan đề                                                                  | Thời lượng                                     |
| ---------------------------------------------- | ------------------------------------------------------------------------ | ---------------------------------------------- |
| 1.                                             | "Kimi+Nazo+Watashi de JUMP!! (君+謎+私でJUMP!!)"                         | 3:43                                           |
| 2.                                             | "Dreamroid"                                                              | 5:27                                           |
| 3.                                             | "Kimi+Nazo+Watashi de JUMP!! (off vocal) (君+謎+私でJUMP!! (off vocal))" | 3:42                                           |
| 4.                                             | "Dreamroid (off vocal)"                                                  | 5:26                                           |
| Tổng thời lượng:                               | Tổng thời lượng:                                                         | 18:19                                          |

| Baka to Test to Shōkanjū Ni! Character Akihisa Harem CD (バカとテストと召喚獣にっ! キャラクターソング 明久ハーレムCD) | Baka to Test to Shōkanjū Ni! Character Akihisa Harem CD (バカとテストと召喚獣にっ! キャラクターソング 明久ハーレムCD) | Baka to Test to Shōkanjū Ni! Character Akihisa Harem CD (バカとテストと召喚獣にっ! キャラクターソング 明久ハーレムCD) |
| STT | Nhan đề | Thời lượng |
| --- | --- | --- |
| 1. | "Kyou Mo Kyou Tote Bun-bun-bun (今日も今日とてBun-bun-bun)"                                                           | 4:17 |
| 2. | "Gekkou Love sick (月光Love sick)"                                                                                    | 3:54 |
| 3. | "Nichijou Ha Rakutan No Saki Ni Aru (日常は落胆の先にある)"                                                           | 4:26 |
| 4. | "Gakusen Chaos No Susume (学園カオスのススメ)"                                                                        | 4:17 |
| 5. | "Junjou Punch!!! (純情パンチ!!!)"                                                                                     | 3:43 |
| 6. | "Kyou Mo Kyou Tote Bun-bun-bun -Yuji only ver.- (今日も今日とてBun-bun-bun -雄二 only ver.-)"                         | 4:16 |
| 7. | "Gekkou Love sick -Mizuki only ver.- (月光Love sick -瑞希 only ver.-)"                                                | 3:54 |
| 8. | "Nichijou Ha Rakutan No Saki Ni Aru -Minami only ver.- (日常は落胆の先にある -美波 only ver.-)"                       | 4:26 |
| 9. | "Gakusen Chaos No Susume -Hideyoshi only ver.- (学園カオスのススメ -秀吉 only ver.-)"                                 | 4:17 |
| 10. | "Junjou Punch!!!! -Hazuki only ver.- (純情パンチ!!! -葉月 only ver.-)"                                                | 3:40 |
| Tổng thời lượng: | Tổng thời lượng: | 41:14 |

| Baka to Test to Shōkanjū Ni! Character Song CD Dainidan! Watashi to Uchi to Otomegokoro (バカとテストと召喚獣にっ! キャラクターソングCD第二弾! わたしとウチと乙女心) | Baka to Test to Shōkanjū Ni! Character Song CD Dainidan! Watashi to Uchi to Otomegokoro (バカとテストと召喚獣にっ! キャラクターソングCD第二弾! わたしとウチと乙女心) | Baka to Test to Shōkanjū Ni! Character Song CD Dainidan! Watashi to Uchi to Otomegokoro (バカとテストと召喚獣にっ! キャラクターソングCD第二弾! わたしとウチと乙女心) |
| STT | Nhan đề | Thời lượng |
| --- | --- | --- |
| 1. | "Aitakutemo Aitakutemo Tooi No Desu (会いたくても会いたくても遠いのです)"                                                                                            | 4:46 |
| 2. | "Navigated you,and you?" | 3:48 |
| 3. | "Aitakutemo Aitakutemo Tooi No Desu -Off vocal- (会いたくても会いたくても遠いのです -Off vocal-)"                                                                    | 4:46 |
| 4. | "Navigated you,and you? -Off vocal-" | 3:45 |
| Tổng thời lượng: | Tổng thời lượng: | 17:07 |

| Hi-Ho!!          | Hi-Ho!!                                                                         | Hi-Ho!!    |
| STT              | Nhan đề                                                                         | Thời lượng |
| ---------------- | ------------------------------------------------------------------------------- | ---------- |
| 1.               | "Hi-Ho!!"                                                                       | 3:56       |
| 2.               | "Baka to Koshitsu to Kodoku Meshi (バカと個室と孤独飯)"                         | 4:23       |
| 3.               | "Hi-Ho!! (Off Vocal)"                                                           | 3:54       |
| 4.               | "Baka to Koshitsu to Kodoku Meshi (Off Vocal) (バカと個室と孤独飯 (Off Vocal))" | 4:21       |
| Tổng thời lượng: | Tổng thời lượng:                                                                | 16:35      |

| Baka to Test to Shōkanjū Ni! Original Soundtrack (バカとテストと召喚獣にっ! オリジナルサウンドトラック) | Baka to Test to Shōkanjū Ni! Original Soundtrack (バカとテストと召喚獣にっ! オリジナルサウンドトラック) | Baka to Test to Shōkanjū Ni! Original Soundtrack (バカとテストと召喚獣にっ! オリジナルサウンドトラック) |
| STT | Nhan đề                                                                                                 | Thời lượng                                                                                              |
| --- | --- | --- |
| 1. | "Kimi+Nazo+Watashi De JUMP!! -TV size- (君+謎+私でJUMP!! -TV size-)"                                    | 1:32 |
| 2. | "Kaisuiyoku! (海水浴っ!)"                                                                               | 1:32 |
| 3. | "Tetsujin (鉄人)"                                                                                       | 1:38 |
| 4. | "Gohoubi (ご褒美)"                                                                                      | 1:41 |
| 5. | "Takurami (企み)"                                                                                       | 1:28 |
| 6. | "Muda Na Teikou (無駄な抵抗)"                                                                           | 1:47 |
| 7. | "Sanzu No Kawa (三途の川)"                                                                              | 1:31 |
| 8. | "Kyouhaku? (脅迫?)"                                                                                     | 1:29 |
| 9. | "Saishuu Kessen (最終決戦)"                                                                             | 1:46 |
| 10. | "Yaseta Wayo Mune Kara Ne (やせたわよ、胸からね)"                                                       | 1:26 |
| 11. | "Taiyou Ga Ippai (太陽がいっぱーい)"                                                                    | 1:39 |
| 12. | "H Na Hon No Himo Mitai Na Mizugi (Hなほんのヒモみたいな水着)"                                          | 1:29 |
| 13. | "Inbou.. (陰謀。。)"                                                                                    | 1:28 |
| 14. | "Hisshi No Iiwake (必死の言い訳)"                                                                       | 1:14 |
| 15. | "Osanai Koro No koigokoro (幼い頃の恋心)"                                                               | 1:31 |
| 16. | "Shoukan Battle Kyoku (召喚バトル曲)"                                                                   | 1:49 |
| 17. | "Kansetsu Waza (関節技)"                                                                                | 1:22 |
| 18. | "Tetsujin No Tekken Seisai (鉄人の鉄拳制裁)"                                                            | 1:26 |
| 19. | "FFF Dan? (FFF団?)"                                                                                     | 1:25 |
| 20. | "Fancy Shop (ファンシーショップ)"                                                                       | 1:35 |
| 21. | "Daitan na Mousou (大胆な妄想)"                                                                         | 1:31 |
| 22. | "Break Time (ブレイクタイム)"                                                                           | 1:34 |
| 23. | "Yuttari F Class (ゆったりFクラス)"                                                                     | 1:33 |
| 24. | "Koi?? (恋??)"                                                                                          | 1:40 |
| 25. | "Kaisou Narration (回想ナレーション)"                                                                   | 2:58 |
| 26. | "Yuttari Ofuro To Onsen (ゆったりお風呂と温泉)"                                                         | 1:30 |
| 27. | "Koukai. (後悔。)"                                                                                      | 1:31 |
| 28. | "Iiwake. (言い訳。)"                                                                                    | 1:24 |
| 29. | "Eureka Baby -TV size- (エウレカベイビー -TV size-)"                                                    | 1:31 |
| 30. | "Doku Dango (毒ダンゴ)"                                                                                 | 1:33 |
| 31. | "Kuratta Ato (食らった後)"                                                                              | 1:33 |
| 32. | "Akaruku Tanoshii Gakuensai (明るく楽しい学園祭)"                                                       | 1:34 |
| 33. | "Akaruku Tanoshii Kissaten (明るく楽しい喫茶店)"                                                        | 1:37 |
| 34. | "China (チャイナ)"                                                                                      | 0:59 |
| 35. | "Tokonatsu No Suspense (常夏のサスペンス)"                                                              | 1:30 |
| 36. | "Tokonatsu No Combi (常夏のコンビ)"                                                                     | 1:29 |
| 37. | "Tokonatsu No Battle (常夏のバトル)"                                                                    | 1:43 |
| 38. | "OVA Battle (OVAバトル)"                                                                                | 1:33 |
| Tổng thời lượng:                                                                                        | Tổng thời lượng:                                                                                        | 59:51                                                                                                   |

| Fancy×Funky Otomedan (Fancy×Funky乙女団) | Fancy×Funky Otomedan (Fancy×Funky乙女団)                                                              | Fancy×Funky Otomedan (Fancy×Funky乙女団) |
| STT                                      | Nhan đề                                                                                               | Thời lượng                               |
| ---------------------------------------- | --- | ---------------------------------------- |
| 1.                                       | "Fancy×Funky Otomedan (Fancy×Funky乙女団)"                                                            | 3:05                                     |
| 2.                                       | "Omoi ga Sora wo Toki wo Riku wo Umi wo Koete (想いが空を時を陸を海を越えて)"                         | 5:22                                     |
| 3.                                       | "Fancy×Funky Otomedan -Off Vocal- (Fancy×Funky乙女団 -Off Vocal-)"                                    | 3:05                                     |
| 4.                                       | "Omoi ga Sora wo Toki wo Riku wo Umi wo Koete -Off Vocal- (想いが空を時を陸を海を越えて -Off Vocal-)" | 5:19                                     |
| Tổng thời lượng:                         | Tổng thời lượng:                                                                                      | 16:52                                    |

| Baka to Test to Shōkanjū Ni! Character Song Washi To Bokura To Renai Jutsu (バカとテストと召喚獣にっ! キャラクターソング ワシと僕らと恋愛術) | Baka to Test to Shōkanjū Ni! Character Song Washi To Bokura To Renai Jutsu (バカとテストと召喚獣にっ! キャラクターソング ワシと僕らと恋愛術) | Baka to Test to Shōkanjū Ni! Character Song Washi To Bokura To Renai Jutsu (バカとテストと召喚獣にっ! キャラクターソング ワシと僕らと恋愛術) |
| STT | Nhan đề | Thời lượng |
| --- | --- | --- |
| 1. | "Asappara Kara Kaze ni Sasowareta no ja. (朝っぱらから風に誘われたのじゃ。)"                                                                 | 4:01 |
| 2. | "Ramune Iro no Nichiyoubi (ラムネ色の日曜日)"                                                                                                | 4:41 |
| 3. | "Twins,oh no! no more double!!" | 4:31 |
| 4. | "Masaka Majika? Nazeka Majika! (マサカマジカ?ナゼカマジカ!)"                                                                                 | 3:51 |
| 5. | "Ryuusei ni Natte (流星になって)" | 5:05 |
| Tổng thời lượng: | Tổng thời lượng: | 22:11 |